# عقعق عسيري
العقعق العسيري أو العقعق العربي (الاسم العلمي: Pica asirensis) هو عقعق مُهدد بالانقراض بشِدّة وهو مُتوطن في المملكة العربية السعودية. يوجد في مرتفعات الجزء الجنوبي الغربي للسعودية في منطقة عسير فقط. يستوطن غابات العرعر الإفريقي في الشُعبان والوديان كثيرة النبات. كان يُصنف نُويعةً للعقعق الأوراسي سابقًا ومازال كذلك عند بعض الجهات. هذا النوع مهدد بشدة بسبب تدمير موائله، حيث أن الغابات الأصيلة التي تُشكل موطنه لا تتجدد. ويُشكل تطوير السياحة وتغير المناخ تهديدًا أيضًا. لهذا النوع 100 زوج فقط في البرية فقط، والعدد في انخفاض.
وجدت دراسة النسالة الجزيئية التي نشرت في عام 2018 أن العقعق العسيري هو شقيق نوعي للعقعق أسود العَجُز من هضبة التبت.

## التأثيل
العَقْعَقٌ (جمعه عَقَاعِق): طَيْرٌ مِنْ فَصِيلَةِ الغُرَابِيَّاتِ، مِنْ رُتْبَةِ العُصْفُورِيَّاتِ، أَسْوَدُ اللَّوْنِ مَعَ وُجُودِ بُقْعَةٍ بَيْضَاءَ فِي جَنَاحَيْهِ، طَوِيلُ الذَّنَبِ، هَدَّارٌ جَمِيلُ الطَّيَرَانِ، مُسْتَمِيتٌ فِي دِفَاعِهِ عَنْ فِرَاخِهِ وَيَمْتَازُ بِالْحَذَرِ. يقول المثل؛ هُوَ أَحْذَرُ مِنْ عَقْعَقٍ. والعرب تتشائم به. والعَقْعَقَةُ صوْتُه ويشبه صوتها العَيْنِ والْقاف.
اسم الجنس «Pica» لاتيني ويعني «العقعق». أما الصفة المُحددة «Asirensis» لاتينية أيضًا وتُشير «لمنطقة عسير» في السعودية.

## الوصف

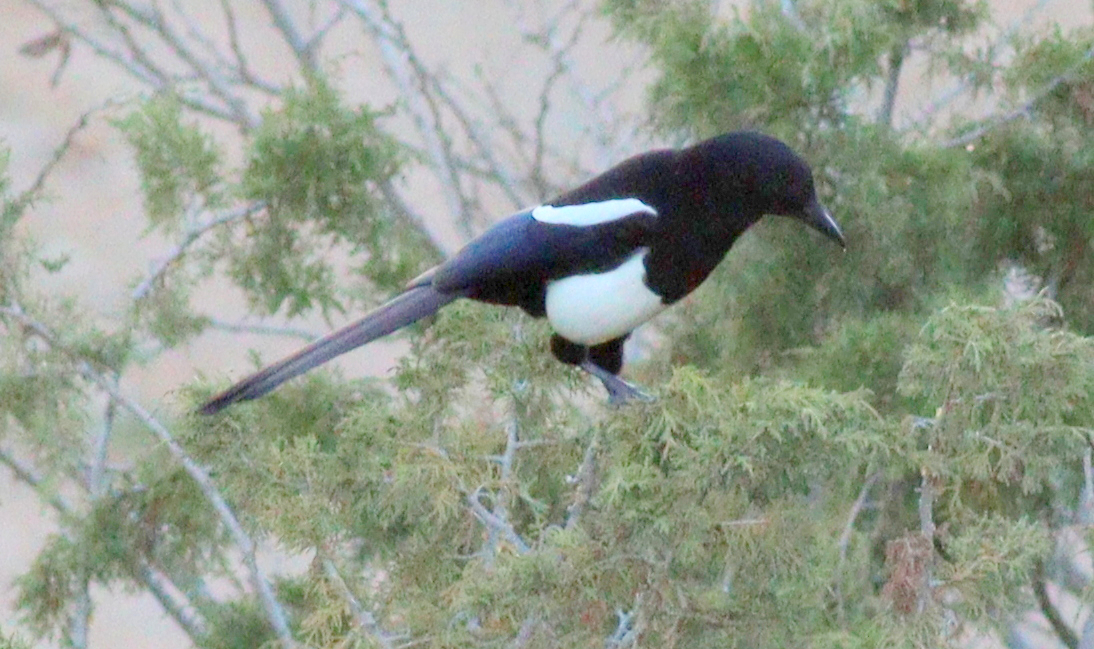
عقعق عسيري صُوِّر في فبراير 2023

يطول العقعق العسيري نحو 48 سم، ويزن نحو 240 غرامًا. رأسه ورقبته وظهره وأعلى صدره وساقاه سوداء. ريش الكتف والبطن بِيض. الذيل أسود ذو لمعان معدني برونزي ضارب للخُضرة. يمتاز مقارنة بالعقعق الأوراسي بمنقار الأطول والأكبر وذيله الأقصر وكِسوته الأعتم وعينه الأدكن. صوته مميز، ويصدر نداءات حادة عالية التردد. لا فرق كبير بين الذكور والإناث، إلا أن الطيور اليافعة تكون أبهت من البالغين.

## السلوك
يغلب أن تتجمع العقاعق العسيرية خلال موسم التفريخ في أزواج وتعيش في أسراب. يضم السرب نحو 8 طيور. ومع ذلك، يتجول العقعق العسيري في أسراب صغيرة مكونة من 3-5 طيور للقيام بأنشطتها اليومية. بسبب استهدافها من المفترسات من شاكلة الجوارح، تقوم ببناء أعشاشها في الغابات والوديان المغطاة بالنباتات الكثيفة لحمايتها.
يفضل العقعق العسيري على الطيرانِ المشيَ والقفزَ جانبيًا على الأرض. نظرًا لصغر حجمه وقصر أجنحته، فإن العقعق يطير بضربات جناح سريعة، ونادرًا ما ينزلق.

## الموائل
يعيش عقعق عسير أساسًا على ارتفاع 2,150 متر في غابات العرعر الكثيفة الظليلة أو الغابات المختلطة الكثيفة. يعيش عادة على المُنحدرات المواجهة للجنوب ويتجنب العيش على منحدرات أكبر من 30 درجة أو بالقرب من المستوطنات البشرية. في بعض الأحيان، يُرصد هذا العقعق وهو يبحث عن الطعام على جوانب الطرق أو يعيش على 1800م ويزيد.

## الغذاء
العقعق العسيري قارت. يختلف نظامه الغذائي باختلاف الفصول والبيئات. يتغذى العقعق في فصل الصيف على الأغذية الحيوانية مثل اللافقاريات والسحالي والضفادع أساسًا. أما خلال المواسم الأخرى فيعتمد على بذور النباتات وثمارها. إن مصدر غذاء العقعق العسيري ليس محدودًا، فهو يأكل الطعام المتاح بوفرة في بيئته. ويُغِير ويتغذى على بيض وفراخ الطيور الأخرى، مما يعطي هذا النوع اسم «مفترس الأعشاش».

## حالة الحفظ
يُصنف الاتحاد الدولي لحفظ الطبيعة العقعق العسيري نوعًا مهددًا بخطر الانقراض المتوسط. قُدر عدد جمهرة هذا النوع بـ135 زوجًا أو أقل سابقًا. ومع ذلك، فقد اُعتبر هذا مبالغًا فيه، ويُعتقد أن عدد الجمهرة الآن لا يتجاوز 100 زوج مُفرخ تقريبًا ما يعني 200 فرد بالغ فقط وهذا العدد في تناقص. عندما وثّق بِتس العقعق العسيري أول مرة سنة 1936، كان نطاق انتشار الطائر يمتد شمالًا في الطائف جنوبًا إلى أبها على الأقل مُغطيًا مسافة 400 كلم. حاليًا، يبدو أن الغالبية العظمى من الجمهرة مقتصرة على مساحات صغيرة من غابات العرعر والسنط المختلطة ضمن 37 كلم فقط على شريط من المرتفعات يقع أساسًا بين النماص وبلسمر. يُشكل المُستوى العالي من تجزئة الموائل بسبب التنمية السياحية والتوسع الحضري تهديدًا كبيرًا لوجوده من خلال تقييد تبادل الخواص الجينية بين الأسراب من موائل مختلفة. علاوة على ذلك، يعاني هذا النوع من سوء التغذية نتيجة تغذيته على مُخلفات طعام الإنسان، مما قد يؤدي إلى انقراض هذا النوع.
قامت أرامكو السعودية بالتعاون مع الهيئة السعودية للحياة الفطرية ومؤسسة سميشونيان بمشروع بحثي الهدف منه حماية العقعق العسيري من الانقراض، وبدأ المشروع سنة 2018، كانت مدته 12 شهراً، وبدأ بالإمساك بـ12 طائراُ ورُكبت أجهزة تتبع من أجل دراسة سلوكياته. حذرت وزارة البيئة والمياه والزراعة السعودية من صيد العقعق العسيري، لافتة إلى أن غرامة اصطياده تبلغ 100 ألف ريال سعودي.

## وصلات خارجية
- الاخبار24
- صحيفة المدينة
- مجلة سيدتي